# Atija
Atija (bulgariska: Атия) är ett distrikt i Bulgarien.   Det ligger i kommunen Obsjtina Sozopol och regionen Burgas, i den östra delen av landet, 400 kilometer öster om huvudstaden Sofia.
I omgivningarna runt Atija växer i huvudsak lövfällande lövskog. Runt Atija är det glesbefolkat, med 10 invånare per kvadratkilometer.